# Josef Wagenbrenner
Josef Wagenbrenner (* 2. Juli 1880 in Estenfeld/Landkreis Würzburg; † 28. Oktober 1953 in Rastatt) war ein Porträt- und Kirchenmaler. Er stammte aus einer fränkischen Vergolder-Familie, die zwei Jahrhunderte lang an zahlreichen barocken und neugotischen Altären im Bistum Würzburg tätig war.

## Leben und Wirken
Nach der Lehrzeit bei seinem Vater und dem Besuch der Zeichenschule des Polytechnischen Zentralvereins in Würzburg studierte Wagenbrenner Kunst in Karlsruhe und München. Danach siedelte er nach Rastatt um, wo er in der Erzdiözese Freiburg als Kirchenmaler wirkte. 

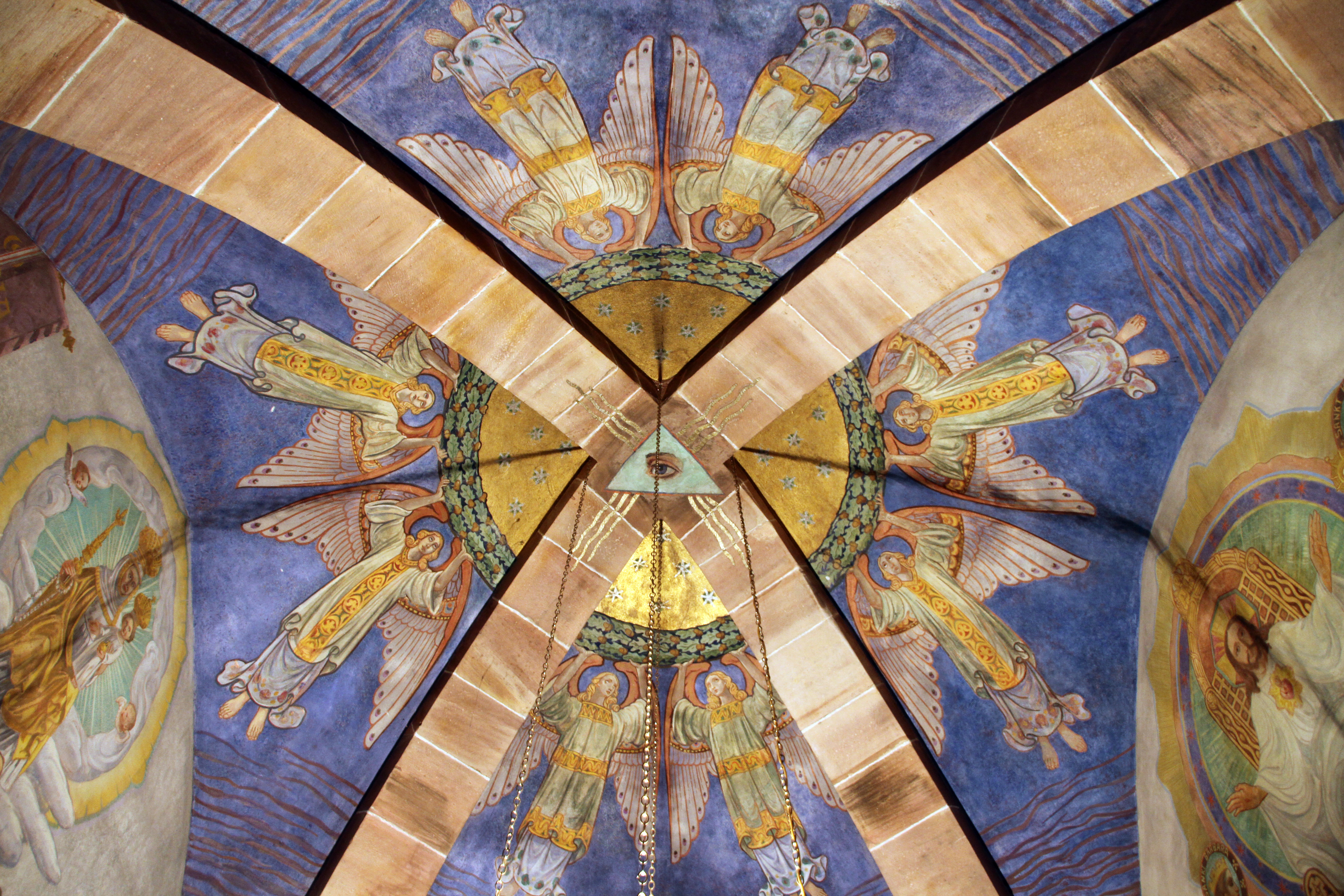
Ottersweier, St. Johannes

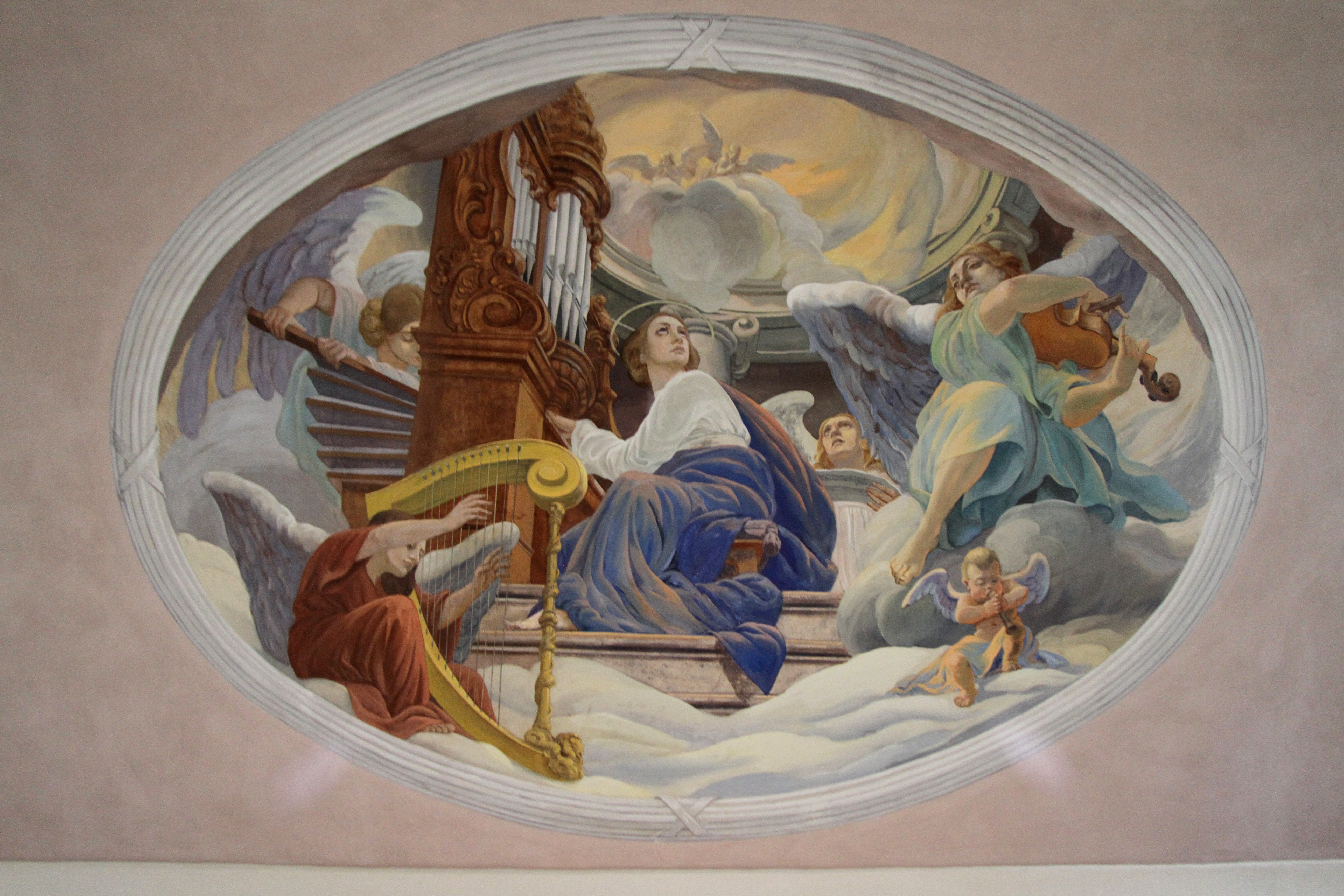
Stollhofen, St. Erhard

## Werke
- Porträt von Wilhelm Barth, Pfarrer und Ehrenbürger von Estenfeld (1928)[1]
- Estenfelder Winterlandschaft (1941)
- Deckengemälde in der Kirche Herz-Jesu im Dörfel in Rastatt[2]
- Wandmalereien im Erdgeschoss des Südturms in St. Johannes in Ottersweier
- Malereien in St. Jakobus in Oberkirch-Ödsbach[3]
- Wand- und Deckengemälde in St. Erhard in Rheinmünster-Stollhofen[4]
- Deckengemälde in der Alten Kirche Fautenbach (Achern-Fautenbach, profaniert, jetzt ein Konzert- und Veranstaltungsraum)[5]